# Ganderbal
Ganderbal ist eine Stadt (Municipal Committee) im indischen Unionsterritorium Jammu und Kashmir.
Sie bildet den Verwaltungssitz des gleichnamigen Distrikts. Beim Zensus 2011 lag die Einwohnerzahl bei 28.233.
Die Stadt Ganderbal befindet sich im Kaschmirtal 15 km nördlich von Srinagar am Fuße des Himalaya. Die Stadt liegt auf einer Höhe von 1584 m am Flussufer des Sind, der hier das Gebirge verlässt. Bei Ganderbal überquert eine Straßenbrücke den Fluss.
Der National Highway 1D, der von Kargil kommend den Gebirgspass Zoji La überwindet und das Sind-Tal hinab führt, passiert die Stadt Ganderbal und endet in Srinagar.
In Ganderbal befindet sich das Government Degree College.

## Klima
In Ganderbal herrscht ein gemäßigtes Klima. Regen fällt das ganze Jahr hinweg. Die Monate März und April weisen im Mittel die meisten Niederschläge auf. Die durchschnittliche Jahresniederschlagsmenge in Ganderbal liegt bei 691 mm. Die Jahresmitteltemperatur liegt bei 13,7 °C.
|                       | Jan  | Feb  | Mär  | Apr  | Mai  | Jun  | Jul  | Aug  | Sep  | Okt  | Nov  | Dez  |   |      |
| Mittl. Tagesmax. (°C) | 5,1  | 8,2  | 13,7 | 19,4 | 24,9 | 29,0 | 30,6 | 29,7 | 27,9 | 22,7 | 15,9 | 9,2  | ⌀ | 19,7 |
| Mittl. Tagesmin. (°C) | −1,9 | −0,6 | 3,9  | 8,1  | 11,8 | 14,9 | 18,6 | 18,1 | 13,2 | 6,8  | 0,9  | −1,3 | ⌀ | 7,8  |
|                       |      |      |      |      |      |      |      |      |      |      |      |      |   |      |
| Niederschlag (mm)     | 56   | 72   | 108  | 107  | 72   | 34   | 47   | 54   | 39   | 40   | 26   | 36   | Σ | 691  |

| −1,9 |

| −0,6 |

| 3,9 |

| 8,1 |

| 11,8 |

| 14,9 |

| 18,6 |

| 18,1 |

| 13,2 |

| 6,8 |

| 0,9 |

| −1,3 |

| −1,9 |

| −0,6 |

| 3,9 |

| 8,1 |

| 11,8 |

| 14,9 |

| 18,6 |

| 18,1 |

| 13,2 |

| 6,8 |

| 0,9 |

| −1,3 |